# Leo Esser
Leo Esser (* 17. Februar 1907 in Düsseldorf; † nach 1936) war ein deutscher Wasserspringer. Er war mehrfacher deutscher Meister und Europameister im Kunstspringen und nahm an den Olympischen Spielen 1932 und 1936 teil.

## Leben und sportliche Karriere
Leo Esser trainierte beim Sportklub Gut Naß in Iserlohn. In den Jahren 1931 bis 1934 wurde er viermal in Folge deutscher Meister im Kombinationsspringen. 1932 gewann er als 25-Jähriger zusätzlich den deutschen Meistertitel im Kunstspringen vom 3-Meter-Brett.

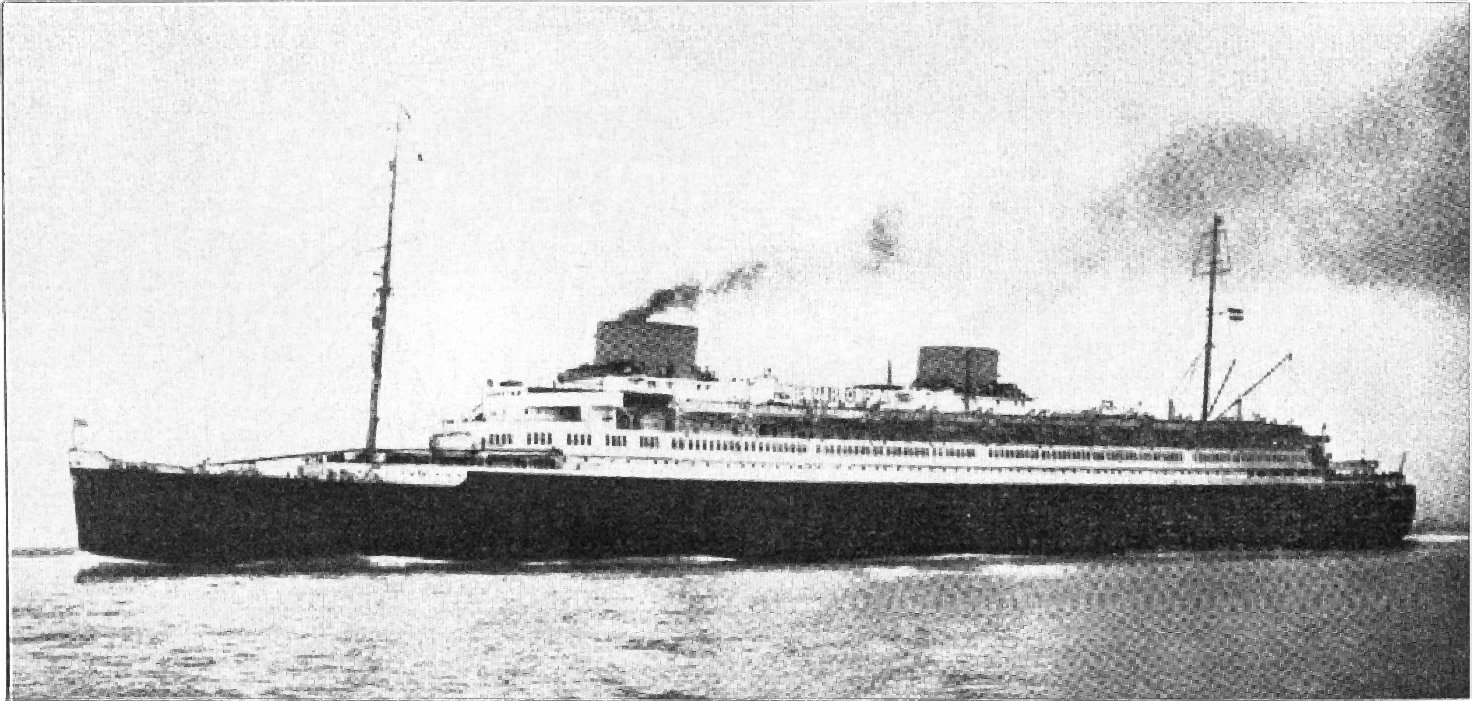
Mit der Europa überquerte Esser
im Juli 1932 mit der deutschen Olympiamannschaft den Atlantik.

Im selben Jahr qualifizierte er sich auch für die Teilnahme an den Olympischen Sommerspielen in Los Angeles. Am 10. Juli 1932 trat er gemeinsam mit dem deutschen Olympiakader in Bremen die sechstägige Schiffsreise mit dem modernen, schnellen Dampfschiff Europa nach New York an. Gemeinsam mit Esser reisten unter anderem der Gewichtheber Rudolf Ismayr, der Boxer Josef Schleinkofer und die Wasserspringerin Olga Jordan; mit an Bord waren außerdem die Olympiateilnehmer aus Österreich, der deutsche Sportjournalist Kurt Doerry und der Pressezeichner Emil Stumpp aus Berlin. Stumpp fertigte 1932 eine Porträtzeichnung von Esser mit dem Titel „Bildnis des Schwimmers Leo Esser“ an, die sich heute als Druckgraphik in der Sammlung des Deutschen Historischen Museums in Berlin befindet. Esser beendete in Los Angeles den Wettbewerb im Kunstspringen als Fünfter unter dreizehn Teilnehmern aus sieben Ländern.
1934 gewann er bei den Schwimmeuropameisterschaften 1934 in Magdeburg die Goldmedaille im Kunstspringen. Zu seinem Sieg beglückwünschte ihn Adolf Hitler persönlich. Von diesem Ereignis zeugt ein erhaltenes Schwarz-Weiß-Foto mit der Beschriftung „Der Führer begrüsst den Europameister Leo Esser – Juli 1934“.
Bei den Olympischen Sommerspielen 1936 in Berlin belegte Leo Esser den sechsten Rang unter 23 Teilnehmern aus vierzehn Ländern.
Ende der 1930er Jahre wechselte Esser zum Schwimmverein SC Aegir Uerdingen 07, wo man den erfolgreichen Spitzensportler als Aushängeschild für den Verein betrachtete. Über seinen weiteren Lebensweg nach dem Ende seiner sportlichen Karriere liegen keine Informationen vor; auch sein Todesdatum und -ort sind nicht bekannt.